# بيدكج (سرتشهان)
بیدکج (بالفارسية: بیدکج) هي قرية تقع في إيران في قسم سرتشهان الريفي.